# Eupithecia proprivata
Eupithecia proprivata là một loài bướm đêm trong họ Geometridae.